# Amt Jarmen-Tutow
La comunità amministrativa di Jarmen-Tutow (Amt Jarmen-Tutow) si trova nel circondario della Pomerania Anteriore-Greifswald nel Meclemburgo-Pomerania Anteriore, in Germania.

## Suddivisione
Comprende 7 comuni (abitanti il 31 dicembre 2022):
1. Alt Tellin (404)
2. Bentzin (869)
3. Daberkow (335)
4. Jarmen, Città * (2 914)
5. Kruckow (644)
6. Tutow (995)
7. Völschow (514)

Il capoluogo è Jarmen.